# 순안구역
순안구역(順安區域)은 평양직할시 북서쪽에 있는 구역으로 북쪽은 평안남도에 접하고, 서쪽은 룡성구역, 남쪽은 형제산구역에 접한다. 인구는 2008년 기준으로 91,791명이다.
대표적인 교통시설으로는 평의선 순안역 인근의 보통강변에 평양 순안 국제공항이 있다. 그 밖에 자강도 향산군과 평양직할시를 연결하는 평양향산관광도로가 있으며, 평양직할시의 룡성구역과 평양시의 각 지역들을 연결하는 도로망이 포장되어 있다.
순안구역은 농업이 잘 발달되어 있는데, 그것은 조선민주주의인민공화국 정부에서 직접 지원을 해주었기 때문이다. 순안구역은 삼석구역과 룡성구역과 더불어 농업이 발달되었으며, 이곳에서 재배되는 "순안사과"는 러시아와 일본으로 수출될 만큼 품질이 아주 좋다.
교육문화시설은 순안구역중학교과 순안소학교, 남양중학교 등이 있으며, 그 외에도 탁아소와 영화관, 편의봉사시설을 갖추고 있다. 한편 대양동에는 조선민주주의인민공화국의 독립운동가나 정부관리가 묻혀 있는 대양혁명렬사릉이 있다.

## 역사
이전에는 독립된 군(郡)이었다. 1914년에 평남 평원군에 흡수하다가 1952년에 다시 승격했다. 1972년에 평양시에 편입되고 순안읍이 신성동, 역정동, 남산동, 석박동, 대양동으로 나누었다.

## 행정 구역
5동 9리로 구성된다. 
- 신성동 (新成洞)
- 역전동 (驛前洞)
- 남산동 (南山洞)
- 석박동 (石博洞)
- 대양동 (大陽洞)
- 오산리 (梧山里)
- 동산리 (東山里)
- 구서리 (九瑞里)
- 안흥리 (安興里)
- 택암리 (宅庵里)
- 산양리 (山陽里)
- 룡복리 (龍伏里)
- 재경리 (在京里)
- 천동리 (川東里)